# Wiener Linien
Wiener Linien («Вінер-Лініен», укр. віденські лінії) — компанія, володіє і керує більшою частиною мережі громадського транспорту у місті Відень, Австрія. Компанія є частиною комунальної інфраструктурної корпорації «Wiener Stadtwerke Holding AG».

## Структура керівництва
До децентралізації, здійсненої 11 червня 1999 року, компанія називалась «Wiener Stadtwerke — Verkehrsbetriebe», субсидіювалась і керувалась напряму міською владою Відня, як це було до того протягом більше сотні років. Компанія і досі перебуває під контролем уряду міста і належить до сфери відповідальності Міського адміністратора з фінансів і економіки, але має автономію.
Інтереси пасажирів представлені Дорадчою пасажирською радою, яка може подавати пропозиції покращень. Члени цієї ради обираються на чотирирічний термін.

## Статистика
У 2017 році в компанії працювало 8560 осіб і компанія здійснювала понад 960 мільйонів перевезень щорічно. Кількість перевезень помітно зросла із 1970-х. Кількість власників річних проїзних зросла до 334 577, з яких приблизно третина є пенсіонерами. Приблизно чверть всіх пасажирів складають школярі. Грошовий обіг компанії у 2015 році складав 503,1 мільйона євро. За даними опитувань, 36 % поїздок у межах Відня здійснюється із використанням громадського транспорту, що є одним з найбільших показників у Європі.
Відповідно до дослідження замовленого компанією Siemens, віденська інфраструктура громадського транспорту є однією з найпотужніших у світі. Відень має шосту за величиною у світі трамвайну мережу, хоча місто є лише 179-ю агломерацією у світі за населенням. З 510 мільйонами пасажирів на рік, віденське метро було п'ятим найбільш використовуваним в ЄС у 2009 році.
Статистика кількості переведень (до 2011 року розраховувалась із кількості пройдених кілометрів):
| Рік  | Метро     | Трамвай   | Автобус   | Всього    |
| ---- | --------- | --------- | --------- | --------- |
| 2003 | 409,7 млн | 203,8 млн | 108,6 млн | 722,1 млн |
| 2004 | 420,2 млн | 204,7 млн | 110,5 млн | 735,4 млн |
| 2005 | 427,4 млн | 207,7 млн | 111,7 млн | 746,8 млн |
| 2006 | 450,0 млн | 204,7 млн | 117,5 млн | 772,2 млн |
| 2007 | 476,6 млн | 200,4 млн | 116,0 млн | 793,0 млн |
| 2008 | 498,2 млн | 190,5 млн | 115,0 млн | 803,7 млн |
| 2009 | 510,2 млн | 186,9 млн | 114,7 млн | 811,8 млн |
| 2010 | 534,4 млн | 189,9 млн | 114,4 млн | 838,7 млн |
| 2011 | 567,6 млн | 193,8 млн | 113,6 млн | 875,0 млн |
| 2012 | 444,4 млн | 295,1 млн | 167,1 млн | 906,6 млн |
| 2013 | 428,8 млн | 293,6 млн | 177,6 млн | 900,0 млн |
| 2014 | 439,8 млн | 304,8 млн | 186,6 млн | 931,2 млн |
| 2015 | 440,0 млн | 298,0 млн | 201,1 млн | 939,1 млн |
| 2016 | 440,1 млн | 305,8 млн | 208,3 млн | 954,2 млн |
| 2017 | 453,6 млн | 305,8 млн | 202,3 млн | 961,7 млн |

## Транспортна мережа

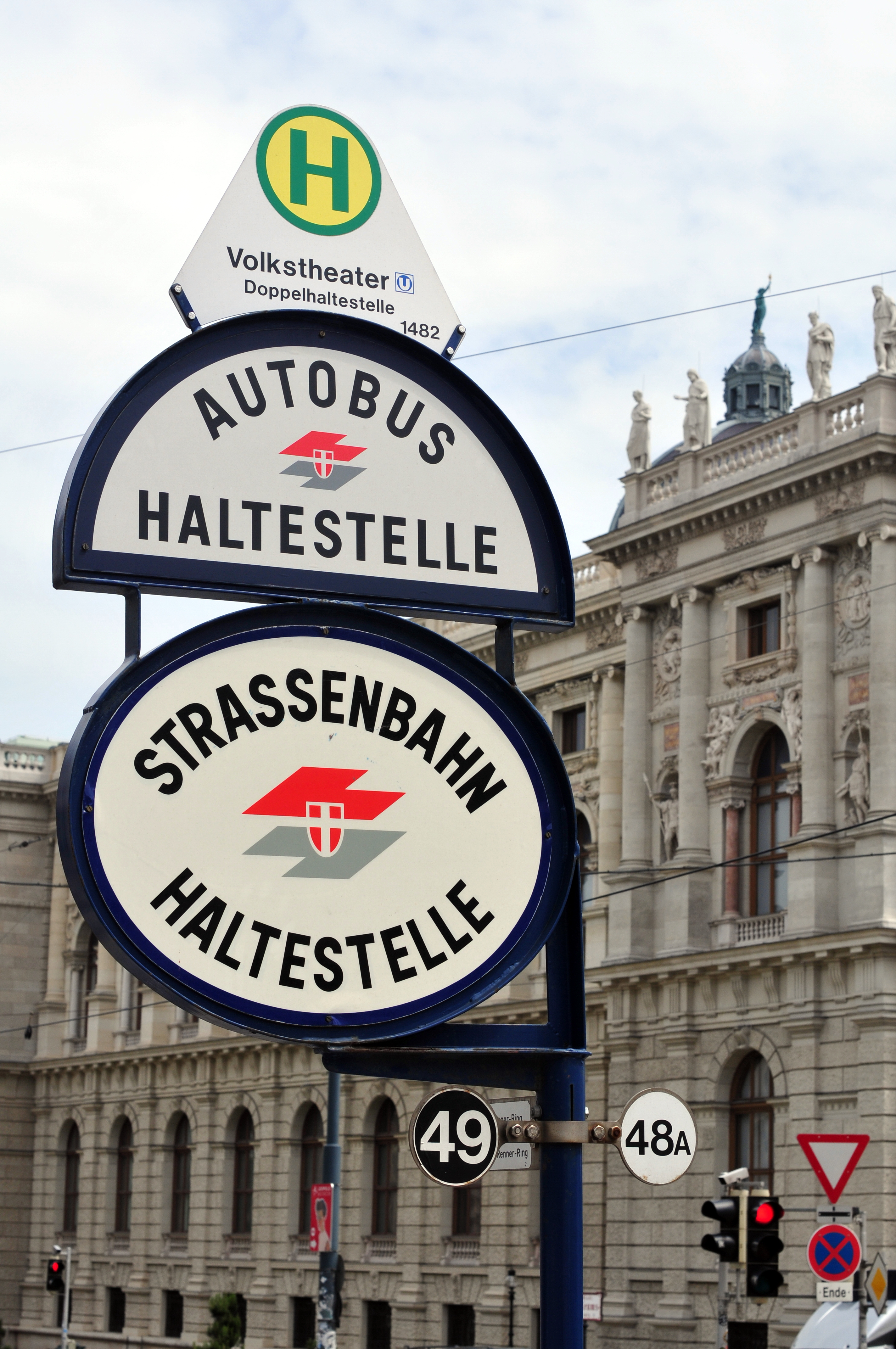
Два типових знаки, які позначають зупинку трамвая (Strassenbahn haltestelle) і автобуса (Autobus haltestelle).

Компанія «Wiener Linien» керує мережею наземних автобусних та трамвайних (нім. Straßenbahn) маршрутів, а також метрополітеном (нім. U-Bahn), який є частково підземним, частково наземним.
Мережа ліній метрополітену стабільно розширюється, також меншою мірою розширюється мережа автобусних маршрутів, особливо на передмістя. В останні роки було наявним скорочення сумарної довжини трамвайної мережі. Наразі транспортна мережа складається з:
- П'яти ліній метро із сумарною довжиною 87,4 км які обслуговують 450 мільйонів пасажирів щорічно.
- 28 трамвайних ліній із сумарною довжиною 220,5 км які обслуговують 300 мільйонів пасажирів щорічно.
- 129 автобусних маршрутів, серед яких є денні й нічні, із сумарною протяжністю 848 км, на яких перевозять 200 мільйонів пасажирів щорічно.

Система доповнюється 26 автобусними маршрутами, перевезення на яких здійснюють підрядники, які також мають власні маршрути у Відні та навколо нього. Також працюють 7 маршрутів транспорту на замовлення. Транспортна мережа «Wiener Linien» тісно зв'язана із поїздами Австрійських федеральних залізниць (нім. ÖBB, Österreichische Bundesbahnen) і з Віденською приміською електричкою (нім. S-Bahn). Наприклад, є станції метрополітену, на яких можна сісти також і на приміський чи міжміський потяг.
Найзавантаженішими маршрутами у 2013 році були:
| Місце      | Метро   | Трамвай     | Автобус            |
| ---------- | ------- | ----------- | ------------------ |
| 1-ше місце | 136 млн | 29,5 млн 6  | 13,0 млн 13A       |
| 2-ге місце | 118 млн | 26,5 млн 43 | 11,3 млн 11A / 11B |
| 3-тє місце | 112 млн | 21,5 млн 26 | 9,9 млн 14A        |

Більшість перевезень денними маршрутами здійснюється між 5:00 та 0:30. Під час годин-пік багато маршрутів працюють з інтервалами від двох до п'яти хвилин. Під час вечірніх годин метро працює з інтервалом у 7 хвилин, а трамваї й автобуси ходять з інтервалом у 15 хвилин.
Транспортна система «Wiener Linien» інтегрована до системи Транспортної асоціації східного регіону (нім. VOR, Verkehrsverbund Ost-Region). Школярі, студенти, безробітні та пенсіонери користуються знижками на використання транспортної мережі.

### Метро
Віденський метрополітен існує під такою назвою із 1976 року, коли відрізок Віденської міської залізниці (нім. Wiener Stadtbahn) 1898—1901 років між станціями Хайліґенштадт і Фріденсбрюке був у якості експерименту адаптований і запущений в роботу як лінія метро U4. Будівництву метро у Відні передували десятиріччя політичних суперечок, оскільки соціал-демократична більшість у міському уряді надавала перевагу іншім видам транспорту. Перший новозбудований відрізок метро був відкритий в 1978 році під номером U1, і простягався від Ройманнплацу до Карлсплацу. Сьогодні віденський метрополітен складається із 5 ліній довжиною 83,1 км та 109 станцій:
- Оберлаа — Леопольдау (подовження на південь від Ройманнплац до Оберлаа відкрито у вересні 2017 року)
- Зеєштадт — Карлсплац (подовження на схід від Штадіон до Азпернштрасе відкрилося в жовтні 2010 року; подальше подовження від Азпернштрасе до Зеєштадта відкрилося в жовтні 2013 року)
- Оттакрінґ — Зіммерінґ
- Хюттельдорф — Хайлігенштадт (розширення на захід від Хюттельдорфа зараз обговорюється)
- Зібенхіртен — Флорідсдорф (розширення від Флорідсдорфа на північ зараз обговорюється)

Лінію U5 від Франкплац до Карлплац планується відкрити у 2025 році.

### Трамваї
Віденський трамвай існує з 1865 року, коли почала працювати перша конка. Електрифікація трамваїв почалась в 1897 році. Спочатку трамваї належали приватним транспортним фірмам, але приблизно в 1900 році були куплені міською владою і в наступні роки інтенсивно розширювались під назвою «Віденський муніципалітет — міські трамваї» (нім. Gemeinde Wien - Städtische Straßenbahnen). Остаточно електрифіковані коштом міста, трамваї були інтегровані до міської транспортної мережі в 1925 році. До відкриття метро, трамвай був основним видом транспорту у Відні.
Після 1945 року багато трамвайних ліній було полишено через поширення особистого транспорту або трансформовано в автобусні маршрути з економічних міркувань. У 1978 році, під час спорудження метрополітену, були запроваджені трамвайні маршрути вздовж ліній метро. Трамвайна мережа Відня залишається однією з найгустіших у світі: функціонують 28 трамвайних ліній сумарною довжиною 227,3 км. Планується скорочення мережі трамваїв через розширення мережі метро, хоча також плануються і нові лінії.

### Автобуси
Міська влада Відня володіє і керує автобусними маршрутами із 1920-х років. Важливість автобусів зросла внаслідок розвитку передмістя, яке спричинило попит на транспортне з'єднання із містом.
Наразі працюють приблизно 500 автобусів на 129 маршрутах перевозячи близько 200 мільйонів пасажирів на рік. Номери автобусів «Wiener Linien» мають суфікс «A», щоб відрізняти їх від номерів трамваїв. Додаткові автобуси у зоні Транспортної асоціації східного регіону, більшість яких належать іншим компаніям, і для яких дійсні квитки Транспортної асоціації східного регіону, мають суфікс «B» в кінці їх номерів.
У 1946—1958 роках на лінії 22 курсував тролейбус. З 2012 року на лінії 2A працює автобус на електричному акумуляторі.

## Критика
У 2005 році компанія «Wiener Linien» отримала негативну Премію Старшого Брата в категорії «народний вибір» за надмірне спостереження за пасажирами через відеокамери.

## Галерея

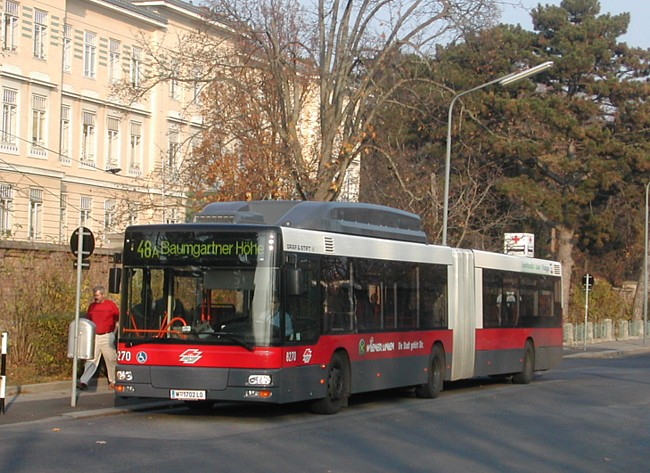
Автобус MAN NG 273 LPG на зупинці «Баумґартнер-Хьое» маршруту 48А
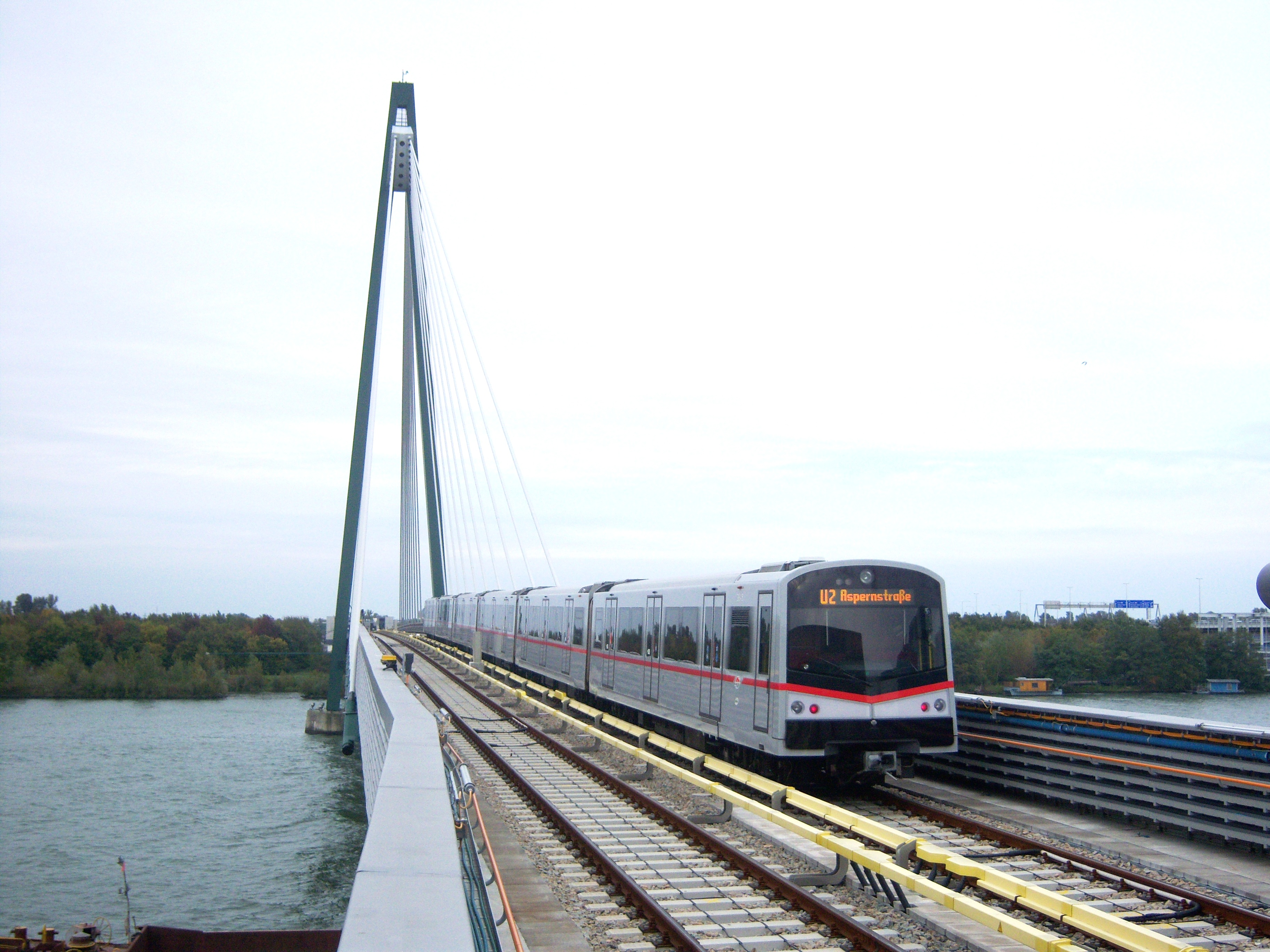
Потяг Siemens type V на мосту через Дунай
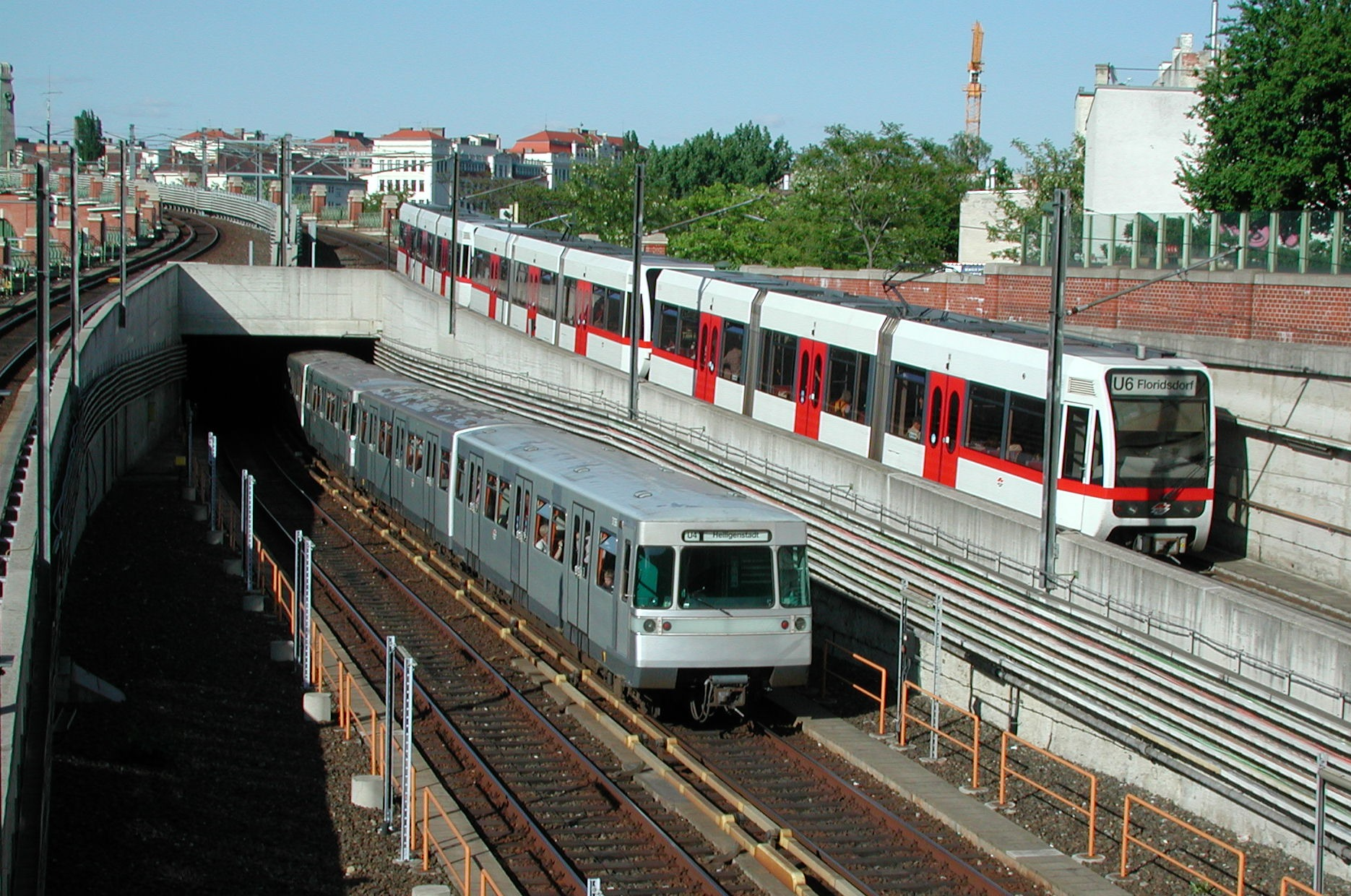
Потяги обох систем Віденського метрополітену (лінії U4 та U6) залишають станцію «Лангельфельдгассе»
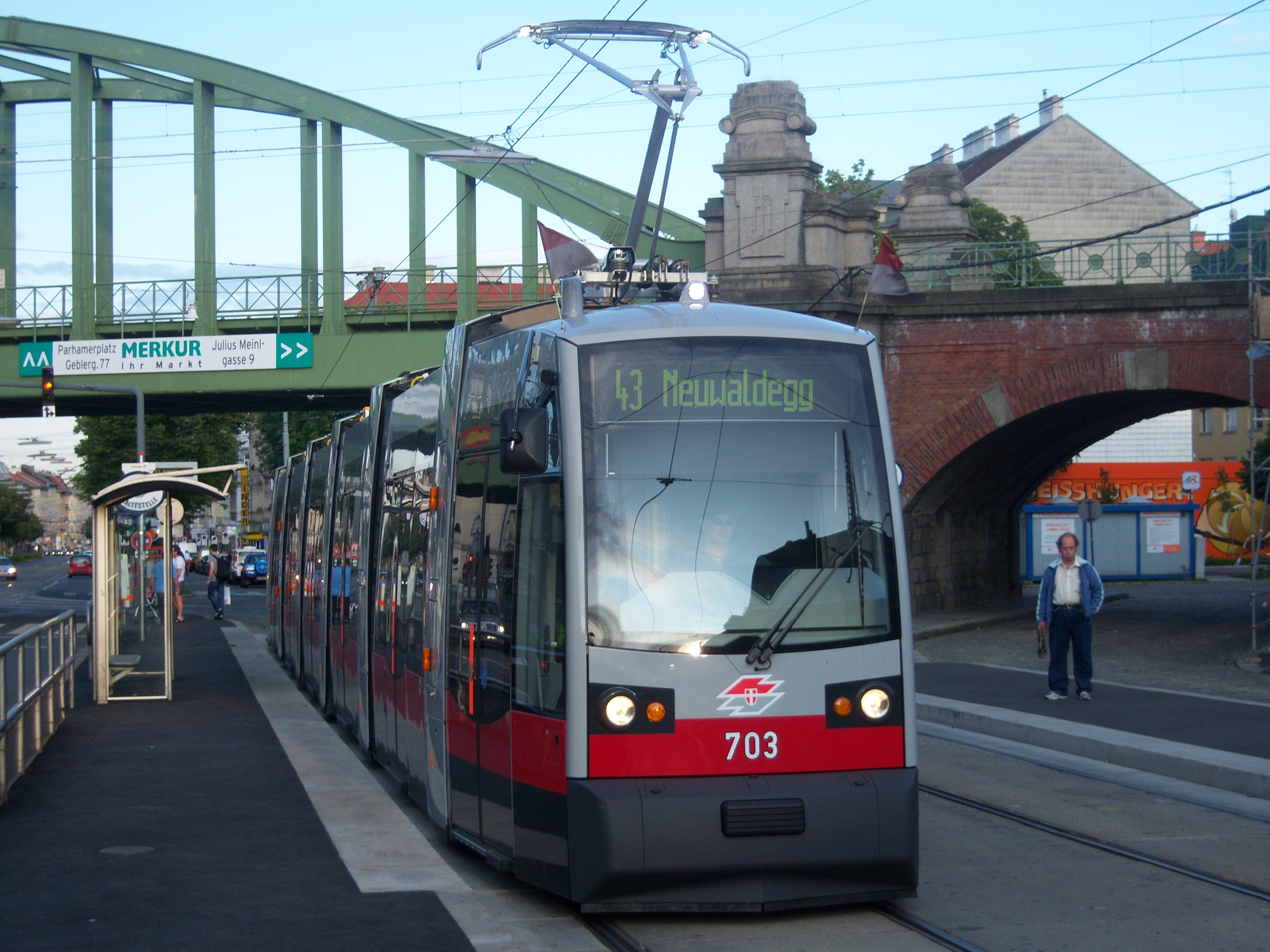
Трамвай у районі Гернальс
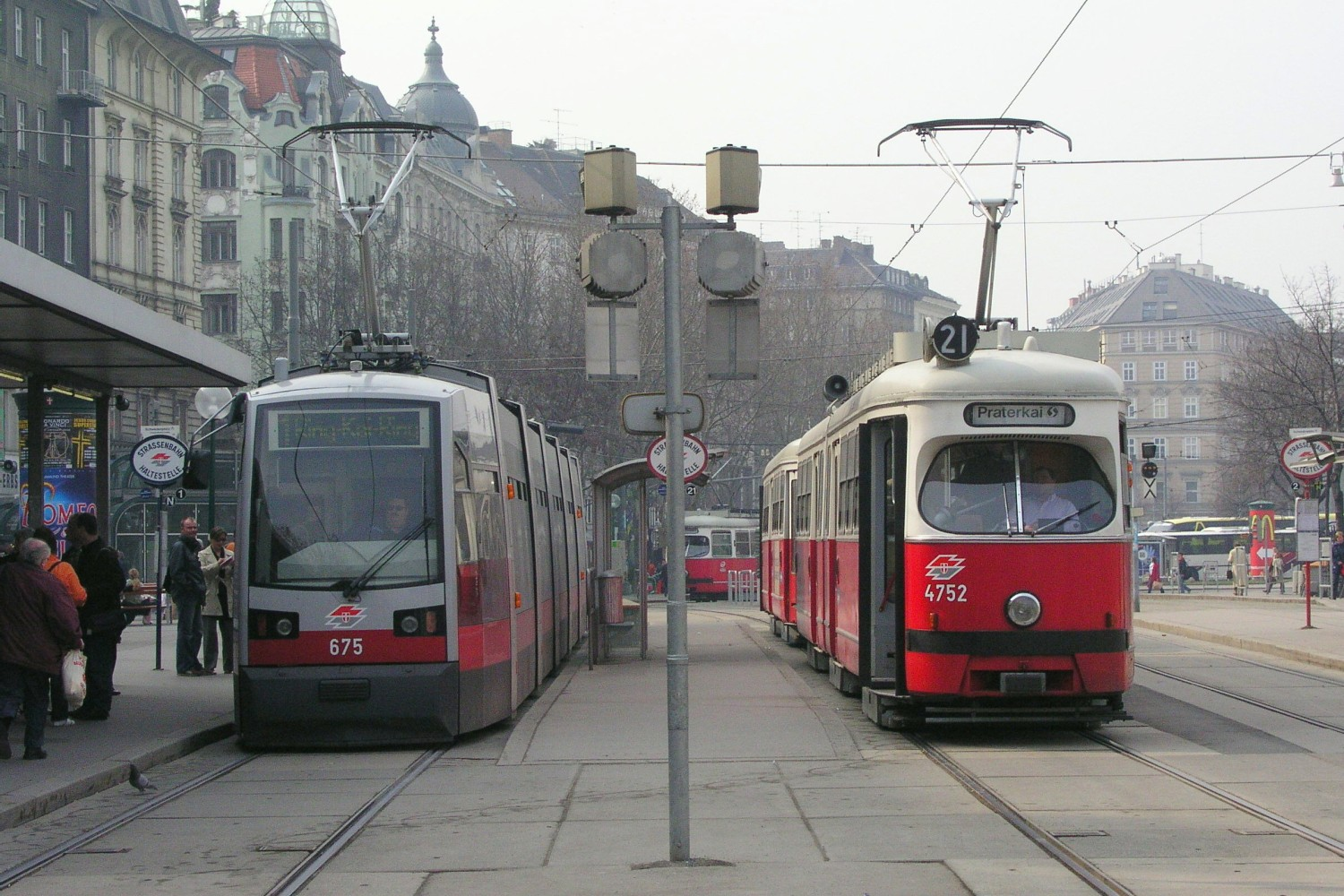
Трамваї двох поколінь на Шведенплац
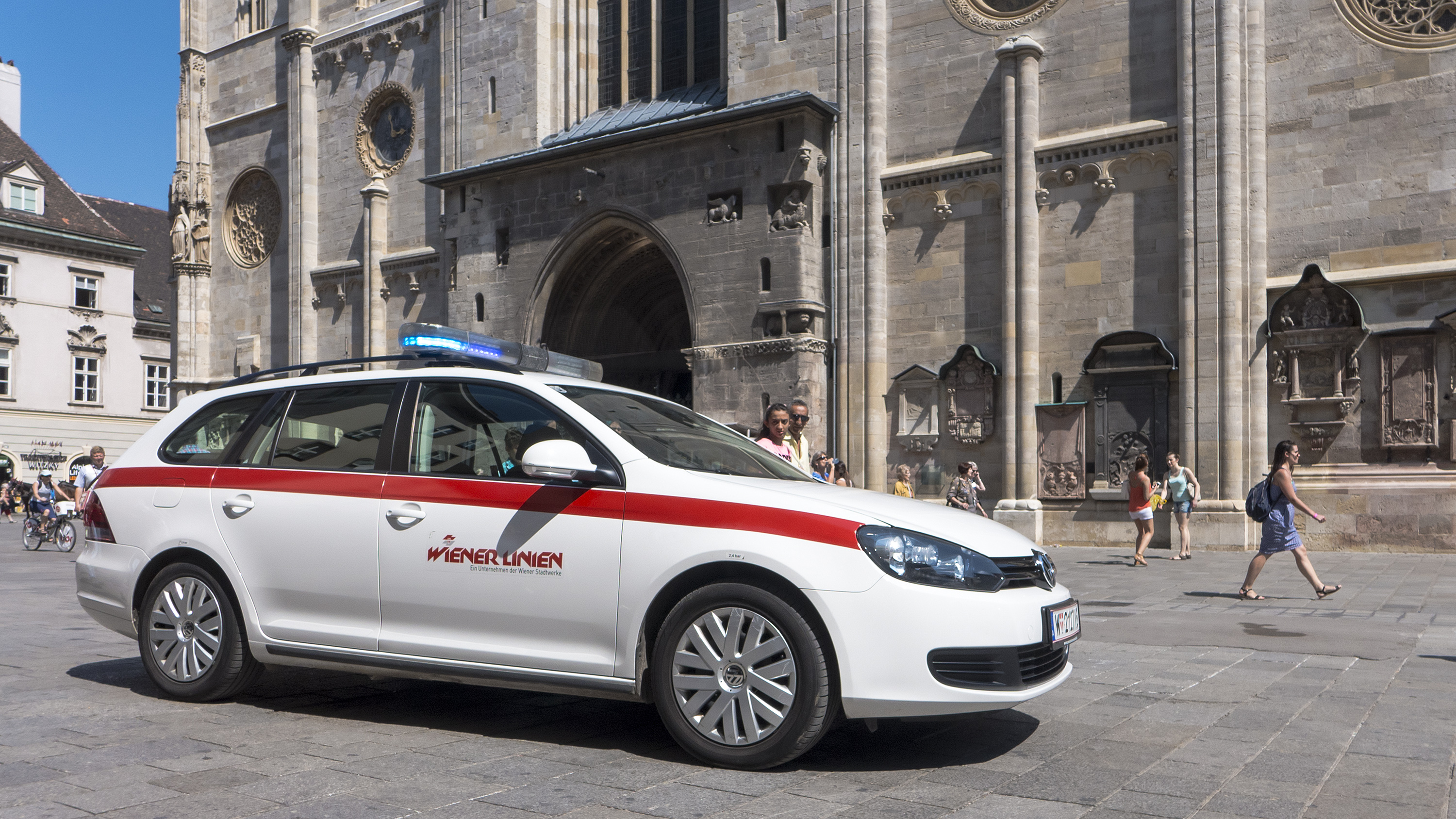
Автомобіль групи реагування на надзвичайні події на Штефанс-плац
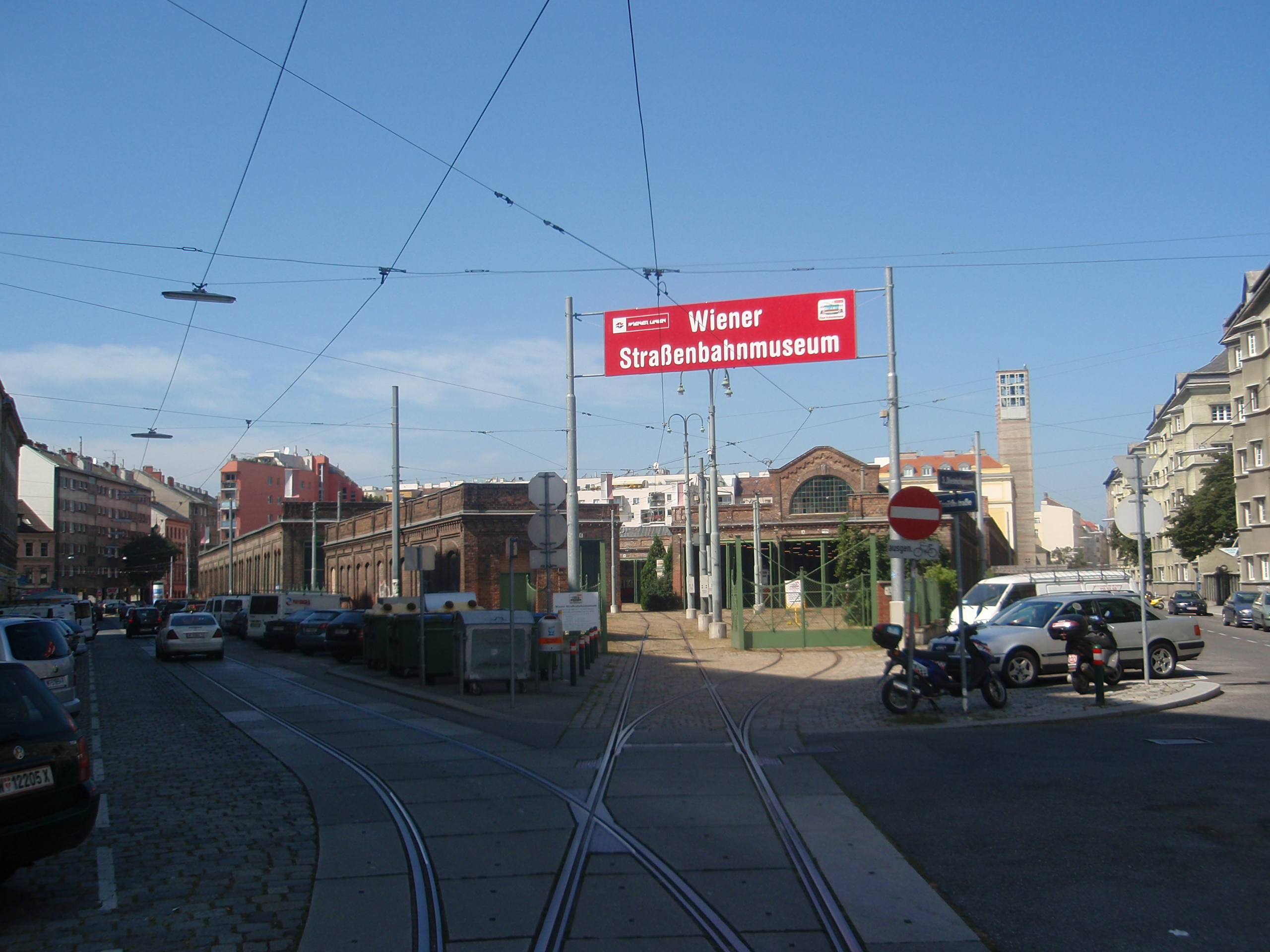
Музей трамваїв
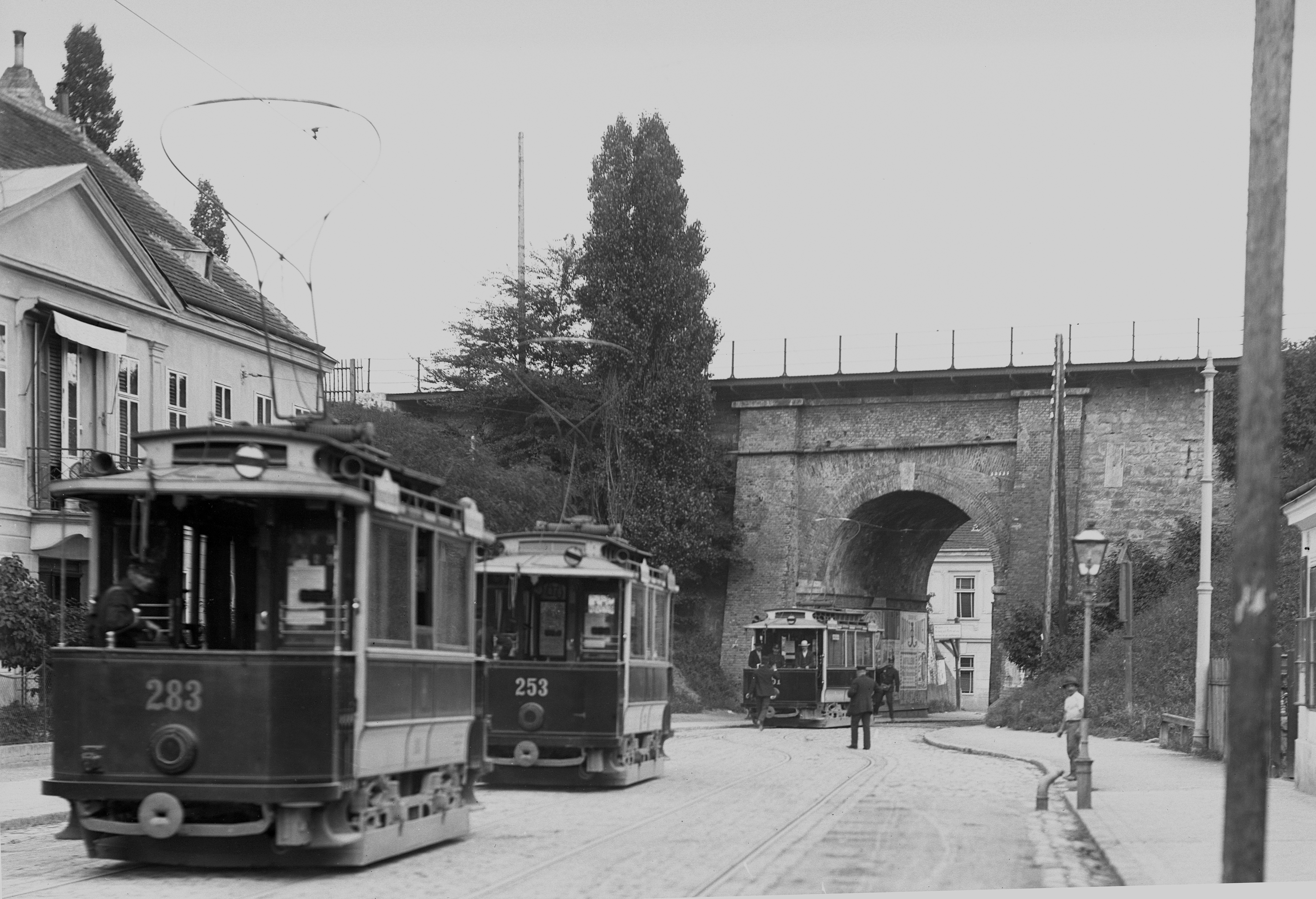
Трамваї у Відні, близько 1905 року
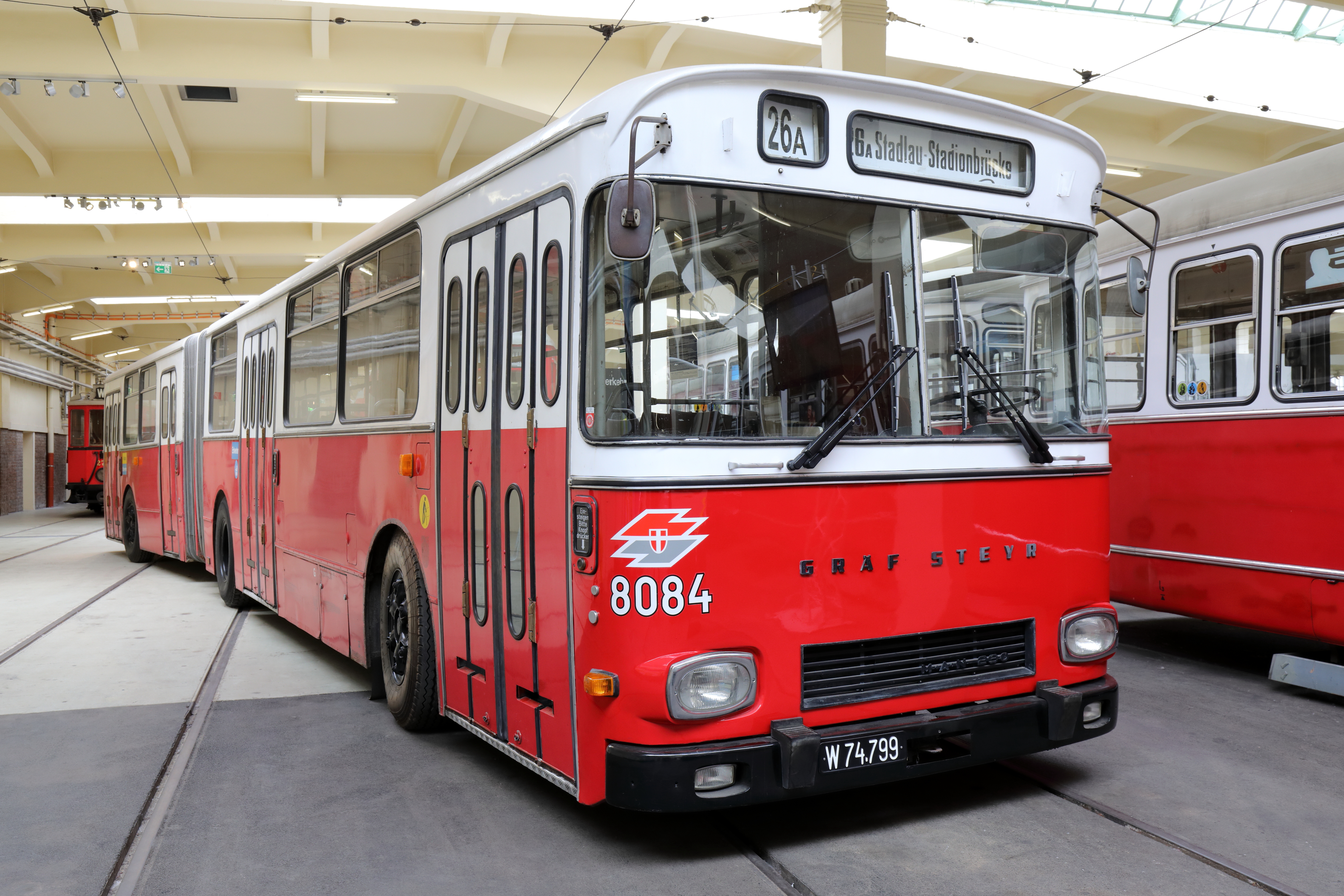
Автобус, який використовувався у 1970-х та 1980-х